# Luca Kieser

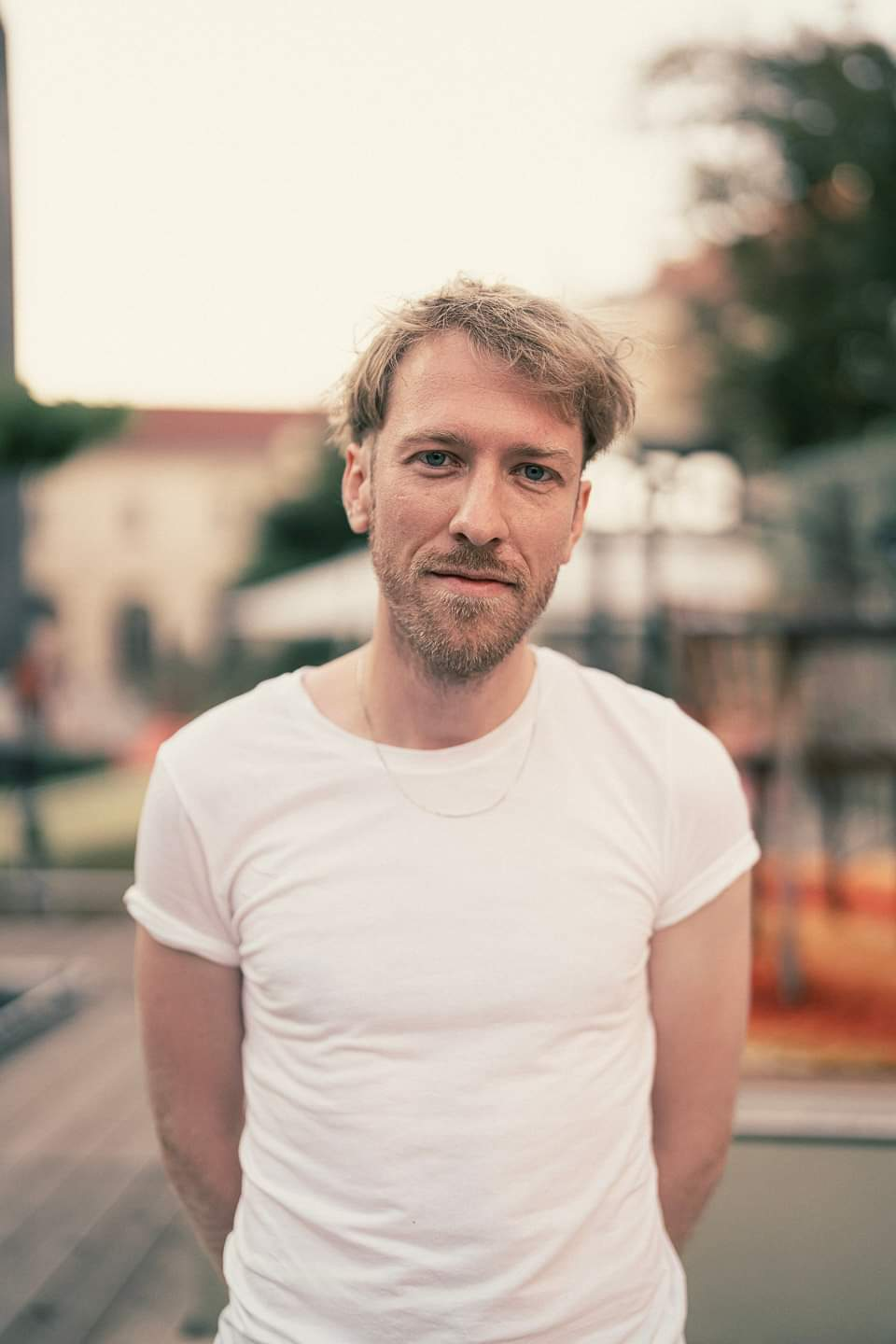
Luca Kieser auf dem Literaturfestival O-Töne 2023

Luca Kieser (* 1992 in Tübingen) ist ein deutscher Schriftsteller.

## Leben
Luca Kieser studierte Philosophie in Heidelberg und Leipzig und anschließend Kreatives Schreiben am Institut für Sprachkunst an der Universität für angewandte Kunst Wien. Seit 2018 arbeitet er als freier Schriftsteller und Literaturvermittler. Seit 2024 ist er Vorstandsmitglied des Vereins „Vielmehr für alle!“. 
Ausgezeichnet wurde Kieser unter anderem mit dem Wortmeldungen-Förderpreis, dem Lichtungen-Lyrik-Stipendium und mit dem ersten Preis beim FM4-Kurzgeschichtenwettbewerb Wortlaut. Bis zum Erscheinen seines ersten Romans veröffentlichte Kieser Texte in zahlreichen Lyrik-Zeitschriften, sowie in der Falter-Wochenzeitung. 
Sein im Jahr 2023 im Picus-Verlag erschienener Debütroman „Weil da war etwas im Wasser“ stand auf der Longlist des Deutschen Buchpreis 2023, war drei Monate in Folge auf der ORF-Bestenliste vertreten und wurde für den Anna-Haag-Preis 2024, sowie den Ulla-Hahn-Preis 2025 nominiert.
Ebenfalls im Jahr 2023 erschien sein Lyrik-Debüt „manchmal ist eine tragische Liebe“ bei hochroth münchen. 
2024 veröffentlichte er im Blessing Verlag seinen zweiten Roman „Pink Elephant“. Die Süddeutsche Zeitung betonte vor dem Hintergrund der „in Hautfarbenfragen extrem vorsichtigen Diskurslandschaft … den reflektiertesten pinkfarbenen Elefanten getroffen zu haben, der den Debattenporzellanladen je betreten hat.“ 2025 wurde der Roman von Books at Berlinale ausgewählt und mit dem Kranichsteiner Jugendliteratur-Stipendium ausgezeichnet. In der Jurybegründung heißt es: "Luca Kieser erzählt eindringlich, mit großer psychologischer Genauigkeit und zugleich höchst kunstvoll eine mitreißende Coming-of-Age-Geschichte, die dicht dran ist an den Herausforderungen des Erwachsenwerdens. Dass er das Wagnis nicht scheut, Alltagsrassismus und Diskriminierung in differenzierter Weise anschaulich werden zu lassen, macht Pink Elephant zu einem Roman der Stunde."

## Werke
- Weil da war etwas im Wasser. Roman. Picus Verlag, Wien 2023, ISBN 978-3-7117-2137-2
- manchmal ist eine tragische Liebe. Gedichtband. hochroth, München 2023, ISBN 978-3-949850-34-9
- Pink Elephant. Roman. Blessing 2024, ISBN 978-3-896677-60-0

## Auszeichnungen
- 2018: Stipendium der Kunststiftung Baden-Württemberg
- 2019: Förderpreis des Wortmeldungen-Literaturpreises
- 2020: Stipendium der Stiftung Künstlerdorf Schöppingen
- 2021: Erster Preis beim FM4-Kurzgeschichtenwettbewerb Wortlaut
- 2022: Lichtungen-Lyrik-Stipendium
- 2023: Nominierung für den Deutschen Buchpreis (Longlist)[19]
- 2024: Nominierung für den Anna-Haag-Preis (Shortlist)[20]
- 2024: Stipendium des Deutschen Literaturfonds[21]
- 2025: Hausgast im Literarischen Colloquium Berlin mit dem Aufenthaltsstipendium des Berliner Senats[22]
- 2025: Kranichsteiner Jugendliteratur-Stipendium 2025 für Pink Elephant[23]
- 2025: Nominierung für den Ulla-Hahn-Preis (Shortlist)[24]
- 2025: Nominierung für den Anna-Haag-Preis 2025 (Shortlist)